# Едкин, Виктор Дмитриевич
Виктор Дмитриевич Едкин (21 июня 1919, Александрия — 17 мая 1993, Одесса) — советский военный лётчик-ас, участник Великой Отечественной войны, Герой Советского Союза (1945).

## Биография
Родился в Александрии в семье рабочего. После окончания школы учился в Мариупольском металлургическом техникуме. В 1942 году вступил в ряды ВКП(б).
С 1937 года в Красной Армии. В 1940 году Чугуевское военно-авиационное училище лётчиков. Изначально участвовал в боях Великой Отечественной войны. В 1941 был командиром звена в 158-м истребительном авиационном полку ПВО, в 1942-45 гг. штурманом 17-го истребительного авиационного полка. До декабря 1944 в звании майора совершил 294 боевых вылета, в 53 воздушных боях сбил лично 14 и в группе 3 самолёта противника, уничтожил 2 аэростата.
Гвардии майор Едкин В. Д., штурман 72-го гвардейского истребительного авиационного полка 5-й гвардейской истребительной авиационной дивизии 11-го истребительного авиационного корпуса 3-й воздушной армии 18 августа 1945 года удостоен звания Герой Советского Союза. Золотая Звезда № 8698.
После войны продолжал службу в ВВС. В 1948 г. окончил Высшие офицерские лётно-тактические курсы командиров частей. В 1955 г. в звании полковника был отправлен в запас. После завершения военной карьеры проживал в Одессе. Работал в Одесском гидрометеорологическом институте.

## Награды
- Медаль «Золотая Звезда»;
- орден Ленина;
- три ордена Красного Знамени;
- орден Александра Невского;
- три ордена Отечественной войны 1-й степени;
- два ордена Красной Звезды;
- медали.